# Закрут річки (фільм)
Закрут річки (англ. Riverbend) — американський бойовик 1989 року.

## Сюжет
Майор армії і його люди переховуються від фальсифікованих звинувачень військового суду і ховаються в маленькому містечку Джорджії, де жорстокий шериф тероризує чорношкіре населення. Разом з одною вольовою жінкою вони розробляють сміливий план, щоб боротися за свободу і права людей.

## У ролях
- Стів Джеймс — майор Семюел Квентін
- Маргарет Ейвері — Белл Колман
- Тоні Френк — шериф Джейк
- Джуліус Теннон — сержант Тоні Маркс
- Алекс Морріс — лейтенант Буч Тернер
- Веннесса Тейт — Поліна
- Т.Дж. Кеннеді — Монро
- Лінвуд Волкер — Фетман
- Норман Колвін — Гьюго
- Кіт Кірк — Майк
- Джон Норман — Маркус Колман
- Джим Пондс — Джексон
- Даг Сівад — Геммон
- Тайріз Аллен — Гус
- Деррелл Креддок — Джонс
- Патрік Флох — Нельсон
- Джон Еванс — Паркер
- Роберт Нотт — Бакстон
- Майкл Баллард — Стоун
- Аль Еванс — мер
- Трой Дейл — кухар
- Джеймс Н. Харрелл — Макбрайд
- Чарльз Бічем — містер Джонс
- Віллі Майнор — Джейкоб
- Джек Керрі — містер Генрі
- Френк Бейтс — Тайрон
- Брюс Хенні — репортер 1
- Артіст Торнтон — лідер руху за громадянські права
- Білл МакГі — преподобний Бенсон
- Майкл Стюарт — військовий поліцейський
- Майкл МакХью — військовий поліцейський
- Роберт Картер — Віллі
- Тейлор Бойд — начальник поліції штату
- Дін Дентон — солдат 1 в військовому автомобілі (в титрах не вказаний)